# マノカルツァーティ
マノカルツァーティ（伊: Manocalzati）は、イタリア共和国カンパニア州アヴェッリーノ県にある、人口約3,200人の基礎自治体（コムーネ）。

## 地理

### 位置・広がり

#### 隣接コムーネ
隣接するコムーネは以下の通り。
- アトリパルダ
- アヴェッリーノ
- カンディダ
- モンテフレーダネ
- プラートラ・セッラ
- サン・ポティート・ウルトラ